# Apă (mitologie)
În mitologie, apa este un element primordial, simbol al vieții, al regenerării și al purității. Lumea apelor, a mărilor este diferită de cea a uscatului, a oamenilor, având tărâmuri și adâncimi necunoscute și mistice. Așa se explică mulțimea creaturilor fabuloase, considerate a trăi în ape:
- în mitologia greacă și cea romană:
  - Nereidele
  - Naiadele
  - Scyla
  - Caribda
  - Triton
  - Sirenă
  - Hidra
  - Gorgonele
- în mitologia nordică:
  - Jormungand
  - cele 9 valuri, fiicele lui Aegir și Ran
- în mitologia scoțiană:
  - monstrul din Loch Ness

Lumea apelor era protejată de aceste ființe și guvernată de zeii apelor. Oamenii trebuiau să aducă ofrande acestor zei înainte de a porni pe mare pentru a nu atrage asupra lor mânia apelor. În aproape toate mitologiile, lumea oamenilor se întindea până la marele ocean ce o înconjura. Dincolo de acest ocean urma capătul lumii. În mitologia nordică, în adâncul oceanelor exista o lume a morților condusă de Ran, dar unde mergeau doar cei înecați.
- Zeii apelor:
  - Aegir - mitologie nordică
  - Ahto - mitologie finlandeză
  - Manannan - mitologie celtică
  - Neptun - mitologie romană
  - Poseidon - mitologie greacă
  - Sobek - mitologie egipteană
  - Varuna - mitologie vedică
- Zeițele apelor:
  - Amphirita - mitologie greacă
  - Apa (Apaci) - mitologie vedică
  - Apo - mitologie persană
  - Ran - mitologie nordică
  - Vellamo - mitologie finlandeză
  - Nephthys - mitologie egipteană

În mitologie, apa este văzută în foarte multe ipostaze:
- 1. Apa, ca element al genezei; În concepția multor popoare, dar și în Biblie, se susține că omul a fost făurit din lut, adică din apă și pământ, elemente ce făuresc lumea însăși. Astfel omul devine o miniatură a lumii prin armonizarea apei cu pământul. Un alt mit al apei ca element al genezei este nașterea Afroditei, din mitologia greacă. Se spune că această zeiță s-a născut din spuma mării și sângele lui Uranus. Această geneză spectaculoasă pune în evidență caracterul pur, sublim al elementului apă, Afrodita, zeiță a iubirii, fiind un ideal al frumuseții. Chiar numele îi provine de la cuvântul grec "afros" însemnând "spuma mării".
- 2. Apa, ca element al vitalității, al regenerării și al învierii. Această caracteristică este foarte bine evidențiată de basmele românești, în mitologia românească unde întâlnim termenul "apă vie". "Apa vie" este apa pe care eroii de basm o beau pentru a-și recăpăta energia și forța, necesară în luptele epuizante contra dușmanilor. În "Povestea lui Harap-Alb" de Ion Creangă, personajul Harap-Alb este înviat cu apă vie și apă moartă.
- 3. Apa, ca element al nemuririi, al tinereții veșnice și al invincibilității; un mit ilustrând această proprietate a apei este cel al scăldării eroului din mitologia greacă, Ahile în apele Stixului de către mama sa Thetis, ce dorea să-i confere nemurire. Există și în mitologia românească, precum și în alte mitologii "fântâni ale tinereții", a căror apă oferă celui care o bea tinerețe veșnică.
- 4. Apa, ca element al distrugerii; În foarte multe mitologii se întâlnește mitul unui potop uriaș, care scufundă sub apele sale întreaga lume, mai puțin piscurile munților și în urma căruia reușesc să se salveze un număr mic de oameni și animale. Cel mai reprezentativ este Potopul lui Noe, în care Noe reușește să salveze câte o pereche din fiecare specie de animal. În toate mitologiile în care se întâlnește potopul, acesta este trimis de forța divină, ca pedeapsă pentru neascultarea muritorilor. Apa poate avea și rol apocaliptic. În mitologia nordică, în ziua de Ragnarok, șarpele Jormungand se va ridica din ocean, mișcările sale îngropând sub ape lumea oamenilor, Midgard.
- 5. Apa, ca element al metamorfozei; De această proprietate a apei este legat mitul lui Narcis, erou al mitologiei grecești. Acesta a rămas îndrăgostit de chipul său, privindu-l în unda unui lac și vrând să se apropie de el, a căzut în apă și s-a înecat. Trupul său s-a metamorfozat sub proprietatea magică a apei, într-o narcisă.

- 6.Apa, ca element transcedental Luntrașul Charon, personaj aparținând mitologiei grecești, era singurul navigator al râului Styx. Acest râu reprezenta singura cale de trecere către tărâmul morților. Acest mit este cauzatorul unui obicei păstrat și în zilele noastre, acela de a pune doi bani pe ochii defunctului. Acești bani aveau sa fie oferiți luntrașului în schimbul traversării râului.